# Heinrich Homann

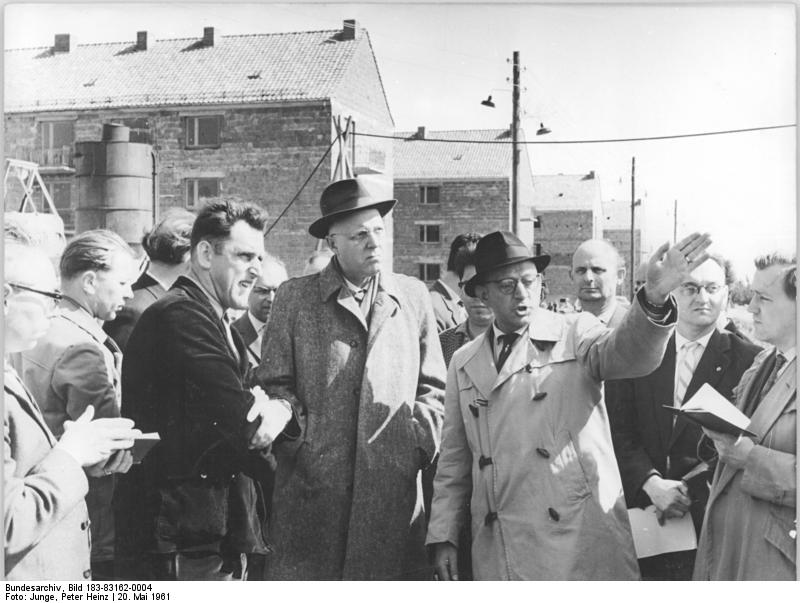
Podczas wizyty w Wernigerode w 1961

Heinrich Homann (ur. 6 marca 1911 w Bremerhaven, zm. 4 maja 1994) – niemiecki polityk, w latach 1972–1990 przewodniczący Narodowo–Demokratycznej Partii Niemiec (niem. National-Demokratische Partei Deutschlands, NDPD). 

## Życiorys
Urodził się w rodzinie robotnika portowego. Po uzyskaniu matury w 1929 studiował na Wydziałach Prawa w Tybindze, Jenie, Getyndze i Hamburgu, jednak do wybuchu wojny studiów nie ukończył. W 1933 przystąpił do NSDAP, a rok później został żołnierzem zawodowym Wehrmachtu, gdzie dosłużył się stopnia majora. 
Podczas II wojny światowej walczył na froncie wschodnim, gdzie w 1943 dostał się do niewoli sowieckiej. Skierowano go na reedukację do tzw. Szkoły Antyfaszystowskiej w Krasnogorsku. Był współzałożycielem Narodowego Komitetu Wolnych Niemiec (niem. Nationalkomitee Freies Deutschland). W 1948 powrócił do Niemiec, gdzie wstąpił do NDPD. Pracował w rządzie krajowym Meklemburgii. W 1949 wszedł w skład Izby Ludowej, w której pozostał do 1990, m.in. jako wiceprzewodniczący komisji obrony (1960–1986). W 1952 został wybrany wicepzrewodniczącym NDPD, a od 1967 pełnił obowiązki jego prezesa (de jure od 1972). 
Od 1957 zasiadał w Prezydium Rady Krajowej Frontu Narodowego NRD. W 1960 mianowano go wiceprzewodniczącym Rady Państwa. W listopadzie 1989 odwołany ze składy Rady, a miesiąc później wykluczony z partii. 
W 1964 uzyskał magisterium prawnicze. 